# Parantirrhoea marshalli
Parantirrhoea marshalli är en fjärilsart som beskrevs av Wood-mason 1880. Parantirrhoea marshalli ingår i släktet Parantirrhoea och familjen praktfjärilar. Inga underarter finns listade i Catalogue of Life.

## Bildgalleri

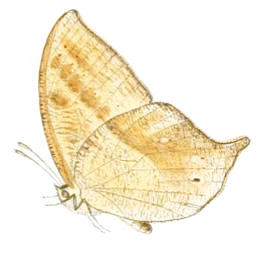